# Phalangodes flavipes
Phalangodes flavipes is een hooiwagen uit de familie Phalangodidae.